# Косенко, Павел Денисович
 Павел Денисович Косенко — советский военный деятель, генерал-майор, начальник Московского высшего командного училища дорожных и инженерных войск.

## Биография

### Начальная биография
Павел Денисович Косенко родился, в крестьянской семье, 11 сентября 1919 года в селе Крестителево, Чернобаевского района, Черкасской области, Украинская Советская Социалистическая Республика.
В 1938 году стал учителем начальной школы.
В 1939 году экстерном окончил Кемеровский педагогический техникум и в сентябре того же года был призван в Красную Армию. Окончил Владивостокское военно-пехотное училище (Владивостокское пехотное училище (ВПУ) 1941 год), 19 августа, по первому разряду.

### В Великую Отечественную войну
С 1941 года по 1943 год, в родном училище (ВПУ), командир курсантского взвода, командир курсантской роты, выпустил шесть выпусков красных командиров, которые воевали на всех фронтах Великой Отечественной войны. Позже был назначен начальником штаба отдельного стрелкового батальона, служил в Уссурийске и Хабаровске.
Участвовал в разгроме японской армии в Манчжурии в составе 2-го Дальневосточного фронта. Войну закончил в должности помощника начальника направления оперативного управления штаба 2-го Дальневосточного фронта.

### В послевоенные годы
С 1945 года по 1948 год проходил службу в штабах Дальневосточного и Приморского военных округов.
В 1951 году окончил Военную академию имени М. В. Фрунзе. После окончания академии служил в Отделе оперативной подготовки Оперативного управления штаба Киевского военного округа, после командовал 222-м гвардейским мотострелковым полком 72-й мотострелковой дивизии, был начальником штаба 81-й гвардейской мотострелковой дивизии. Был офицером для особых поручений Главкома Сухопутных войск Маршала Советского Союза В. И. Чуйкова.
С 1964 года по 1970 год — командовал 35-й Краснознамённой Красноградской мотострелковой дивизией в Группе советских войск в Германии. В ходе операции «Дунай» в августе 1968 года 35-я дивизия заняла центр Праги. В составе 35-й мотострелковой дивизии П. Д. Косенко провел в ЧССР три месяца и покинул страну 12 ноября 1968 года.
С 1970 года по 1979 год был начальником Московского военного училища Гражданской Обороны СССР, позднее Московского высшего командного училища дорожных и инженерных войск. Он приложил немало сил к тому, чтобы организовать учебный процесс курсантов, научить их умело применять теоретические знания на практике в обстановке, близкой к боевой. Это, в частности, способствовало успешному участию личного состава Московского военного училища Гражданской Обороны СССР, в 1972 году, в ликвидации пожаров в лесах Подмосковья, за что 29 курсантов и офицеров были награждены медалями «3a отвагу на пожаре».
В 1979 году уволен в запас ВС Союза ССР. Во время проведения Московской олимпиады 1980 года работал в оргкомитете «Олимпиада-80».
В 1987 году был избран председателем Совета ветеранов Таганского района города Москвы,  а с  1993 года является первым заместителем председателя Совета организации ветеранов Центрального административного округа города Москвы. На 2010 год Председатель Совета ветеранов Центрального административного округа города Москвы.
Умер 12 августа 2013 года года в Москве.

## Воинские звания
- Генерал-майор (1959 год)

## Награды
- Орден Красного Знамени,  (1969 год)
- Орден Отечественной войны  (1985 год)
- Четыре Ордена Красной Звезды; (1945, 1954, 1967, 1975 годы)
- Медаль «За боевые заслуги» (1950 год)
- Орден «Знак Почёта» (28 апреля 1995 года), За многолетнюю плодотворную работу по патриотическому воспитанию молодёжи, социальной защите ветеранов и укреплению дружбы между народами.[10]
- Медаль «За победу над Германией в Великой Отечественной войне 1941—1945 гг.» (1945 год);
- Медаль «За победу над Японией»  (1945 год)
- Юбилейная медаль «30 лет Советской Армии и Флота» (1948 год)
- Юбилейная медаль «40 лет Вооруженных Сил СССР» (1958 год)
- Медаль «20 лет Победы в Великой Отечественной войне 1941-1945 гг.» (1965 год),
- Юбилейная медаль «50 лет Вооруженных Сил СССР» (1967 год),
- Юбилейная медаль «60 лет Вооруженных Сил СССР» (1978 год),
- Медаль «В ознаменование 100-летия со дня рождения Владимира Ильича Ленина» (1970 год),
- Нагрудный знак «25 лет победы в Великой Отечественной войне» (1970 год),
- Медаль «Ветеран Вооруженных Сил СССР» (1979 год)
- Медаль «30 лет освобождения Чехословакии Советской Армией»
- Медаль «За укрепление дружбы по оружию» I степени - золото
- Медаль «50 лет Монгольской Народной Армии»
- Орден «За боевые заслуги» (Монголия)